# Székely Magda
Székely Magda (Budapest, 1936. július 28. – Budapest, 2007. április 30.) Kossuth-díjas magyar költő, műfordító.

## Életpályája
Székely Magda Budapesten született asszimilált zsidó családban; szülei: Székely Oszkár és Bergida Lenke. Nyolcéves volt (1944), amikor édesanyját – a kislány szeme láttára – elhurcolták a nyilasok. A gyerek egy katolikus zárdában húzódhatott meg Karig Sára jóvoltából, ám az inkább volt egy javító-nevelő intézet, ahol az apácák ugyan antiszemiták voltak – és ezt minden pillanatban érzékeltették is vele –, de hitük nem engedte, hogy a gyerekeket hagyják elhurcolni és ezért az életüket kockáztatták. Később sváb parasztoknál élte túl a második világháborút.
1955–1959 között elvégezte az ELTE BTK magyar-bolgár szakát. 1959–1969 között a Magvető Könyvkiadó felelős szerkesztője volt. 1969–1991 között az Európa Könyvkiadó felelős szerkesztőjeként dolgozott. 1991-től a Belvárosi Könyvkiadó munkatársa volt.

### Munkássága
Ritkán és keveset publikált. Első verseskötete, a Kőtábla 1962-ben látott napvilágot; a második (Átváltozás) 1975-ben. Közben férjhez ment Mezei András költőhöz, fiút szült, majd magára maradt a gyerekkel, bár Mezei Andrással halálig tartó kapcsolata megmaradt, hiszen szellemileg és költészetükben egyek voltak. Később közölt még két válogatott verseskötetet, az utolsó években pedig többször is kiadta Régi és új verseit, hiánytalan költői életművét. 1994-ben megjelent Éden című könyvében – mely formájában kérdés felelet Mezei Andrással – a háború témáját járta körül.
Összesen mintegy kétszáz oldalt őriz-mutat fel újra és újra. „Költészete nem valamiféle ószövetségi belügy vagy felekezeti panaszgyűjtemény. Egyetemes vonatkozásai, önlegyőzésen alapuló humanitása, túlzó és tartós lényeglátása folytán mindannyiunkhoz szól, szüntelenül szól, a művészet oldozó erejével szól.” – írta Báthori Csaba. Életének utolsó két évtizedében visszavonultan élt a Nagybányai úti lakásban. 2007. április 30-án halt meg.

## Magánélete
1964-ben házasságot kötött Mezei András íróval. Egy fiuk született: Gábor (1964).

## Művei
- 1962 Kőtábla (versek)
- 1967 Házunk körül (Gaál Évával, verses képeskönyv)
- 1975 Átváltozások (versek)
- 1979 Ítélet (válogatott versek)
- 1984 Kőre követ (versek)
- 1992 Összegyűjtött versek (versek)
- 1993 Csak a fehér hamu pihéz (versek)
- 1994 Éden. Beszélgetőtárs Mezei András
- 1996 A testen túl (Régi és új versek)
- 2000 Székely Magda összes verse (versek)  Archiválva 2009. március 31-i dátummal a Wayback Machine-ben
- 2007 Régi és új versek (versek)
- Christine Koschel–Székely Magda: Gedichte zweisprachig – versek két nyelven; Kortina, Wien–Bp., 2007 (Dichterpaare, 2.) + CD

## Műfordításai
- Holan: Szavak barlangja (1972)
- Robert Graves: Az aranygyapjú (Róna Ilonával, 1976)
- P. L. Travers: A csudálatos Mary kinyitja az ajtót (Borbás Máriával, regény, 1977)
- S. Delblanc: Heréltek (regény, 1981)
- I. Uyaroglu: Kicsike busz minden gyerek (gyermekversek, 1984)
- Th. Fontane: Hajó Koppenhága felől (Kászonyi Ágotával, regény, 1984)
- B. Dimitrova: Időtöröttek (Szondi Györggyel, Turcsány Péterrel, válogatott versek, 1991)
- P. L. Travers: A csudálatos Mary kinyitja az ajtót (Borbás Máriával, 1997)

## Díjai, kitüntetései
- Szocialista Kultúráért (1967)
- Graves-díj (1973)
- Füst Milán-díj (1977)
- A Szépirodalmi Könyvkiadó Nívódíja (1981)
- Az Európa Könyvkiadó Nívódíja (1983)
- József Attila-díj (1984)
- A Magyar Köztársasági Érdemrend kiskeresztje (1996)
- Déry Tibor-díj (1997)
- CET Irodalmi Díj (1998)
- Arany János-díj (2000)
- Salvatore Quasimodo-emlékdíj (2002)
- Prima díj (2003)
- Kossuth-díj (2005)
- Demény Pál-emlékérem (2007)